# نه چندان کودن
نه چندان کودن (انگلیسی: Not So Stupid) یک فیلم در ژانر کمدی است که در سال ۱۹۴۶ منتشر شد. از بازیگران آن می‌توان به بورویل، پل فور، و ایوت آندریور اشاره کرد.